# Piczuginskij
Piczuginskij (ros. Пичугинский) – osiedle w Rosji, w obwodzie czelabińskim, w rejonie ujskim. W 2010 liczyło 59 mieszkańców.